# Leibniz-Institut für Oberflächenmodifizierung

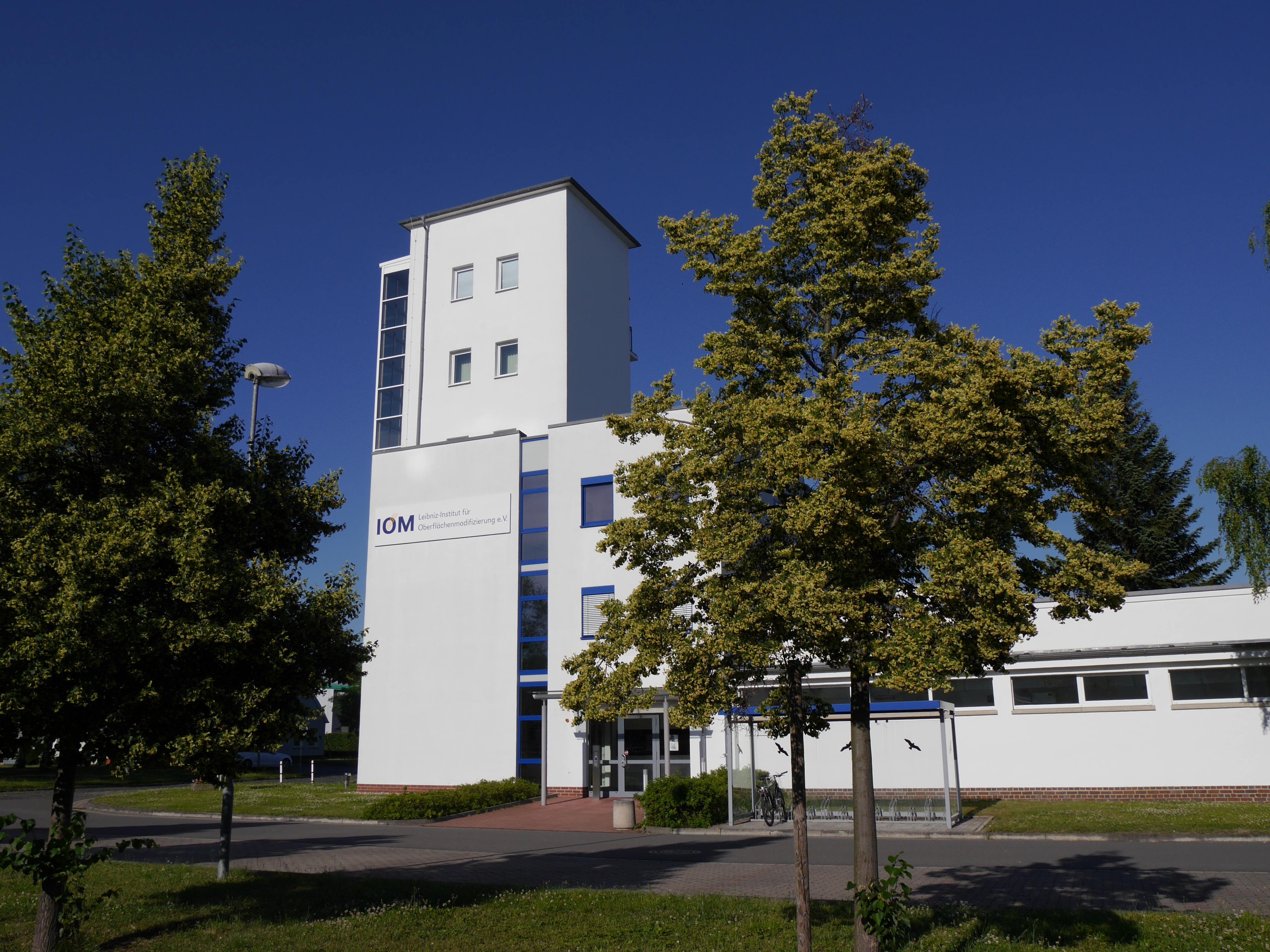
IOM-Gebäude 16.0. (© IOM; Foto: Ronny Woyciechowski)

Das Leibniz-Institut für Oberflächenmodifizierung e. V. (Abkürzung: IOM) ist eine öffentlich geförderte Forschungseinrichtung und hat ihren Sitz in Leipzig. Es ist Mitglied der Leibniz-Gemeinschaft.
Das IOM wurde am 1. Januar 1992 gegründet und hat zum Ziel, die grundlegenden physikalischen und chemischen Prozesse auf dem Gebiet der nichtthermischen Stoffwandlung zu erforschen, die wichtige Beiträge zu Oberflächentechnologien unter Benutzung von Ionen, Elektronen, Plasmen und Photonen ermöglichen. Ziel ist die Entwicklung neuer funktionaler und präziser Oberflächen für zukunftsweisende Anwendungsfelder.  Das Aufgabenspektrum umfasst die Erforschung von Grundlagenphänomenen und den Transfer der wissenschaftlichen Ergebnisse in Anwendungen der Industrie.
Aus dem IOM sind mehrere Spin-off-Unternehmen ausgegründet und zahlreiche Patente und Gebrauchsmuster für Entwicklungen erteilt worden.

## Struktur und Finanzierung
Das IOM ist ein eingetragener Verein unter dem Namen „Leibniz-Institut für Oberflächenmodifizierung e. V.“ mit Sitz in Leipzig, der laut Satzung ausschließlich und unmittelbar gemeinnützige und friedliche Zwecke verfolgt.
Das IOM hat vier Organe: die Mitgliederversammlung, das Kuratorium, den Vorstand und den Wissenschaftlichen Beirat. Zu den Aufgaben des Kuratoriums gehören alle grundsätzlichen Angelegenheiten und Aktivitäten des IOM sowie die Beratung und Überwachung der Arbeit des Vorstands. Die Aufgaben des Vorstandes sind in erster Linie die Führung der Geschäfte des IOM. Der Wissenschaftliche Beirat berät das Kuratorium und den Vorstand in allen wissenschaftlichen und strukturellen Fragen.
Das IOM finanziert sich aus Zuwendungen und Spenden und wird darüber hinaus von Bund und Ländern nach Artikel 91 b des Grundgesetzes gefördert. Darüber hinaus können Projektmittel von Dritten eingeworben und für Forschungszwecke verwendet werden.
Insgesamt gab es 2022 134 Mitarbeitende am Institut, davon waren 75 Wissenschaftliches Personal, 34 Technisches Personal, 14 Administratives Personal und 11 Sonstiges (Stipendiaten, Auszubildende o. ä.).

## Geschichte

### Vorgängerinstitute während der DDR-Zeit
Das Institut für Oberflächenmodifizierung (IOM) ging aus dem 1957 gegründeten „Institut für physikalische Stofftrennung“ unter der Leitung von Prof. Justus Mühlenpfordt hervor. Dieses wurde später in „Institut für stabile Isotope“ (ISI) umbenannt.
Nach einer Akademiereform (1968–1972) wurde das ISI aufgelöst, ging aber in das „Zentralinstitut für Isotopen- und Strahlenforschung“ (ZfI) über und wurde bis 1989 (formal 1990) von Prof. Klaus Wetzel geleitet. Beide Institute waren Institute der Akademie der Wissenschaften der DDR.
Im Rahmen der Hochschulreform wurde beschlossen, dass die Akademien und Hochschulen ihre „Forschung auf die Lösung wichtiger Probleme für die Entwicklung der sozialistischen Gesellschaft, der Volkswirtschaft, des Gesundheitswesens, der Bildung und Kultur der DDR“ konzentrieren sollten (§ 2 der Forschungsverordnung). Entsprechend war die Forschung am Institut staatlichen Einflüssen und Wünschen unterworfen. Für mehr Informationen hierzu vergleiche.
Die wesentlichen Arbeitsthemen am ZfI waren: Beschleunigertechnik, Elektronenstrahlhärtung dünner Schichten, Angewandte Strahlenchemie, Angewandte Strahlenbiologie, Ionenstrahltechnik und Pulsradiolyse.

### Gründung des IOM

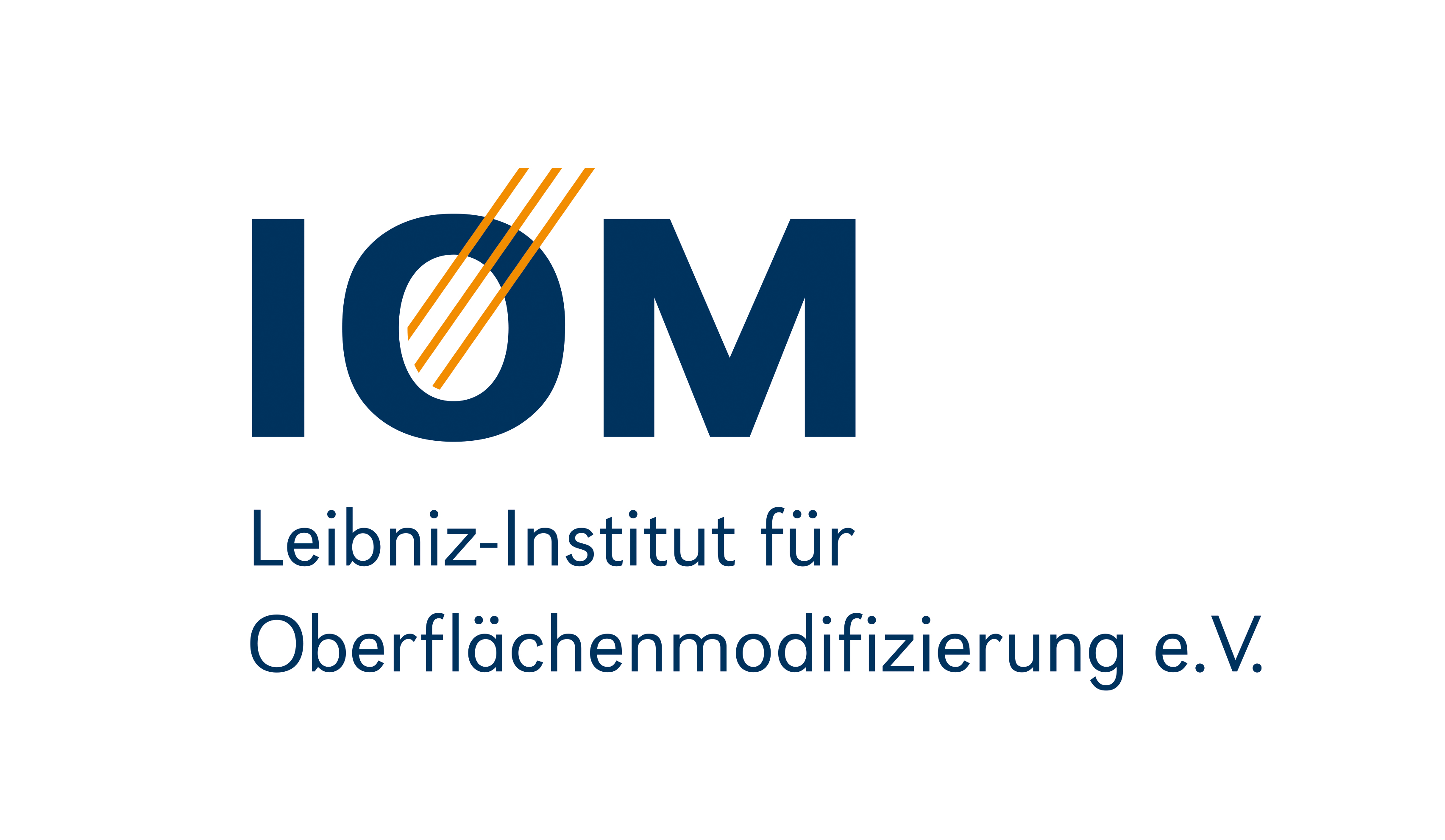
Logo des IOM

Das Institut für Oberflächenmodifizierung (IOM) wurde offiziell am 1. Januar 1992 als Blaue-Liste-Institut der Leibniz-Gemeinschaft gegründet. Gründungsdirektor wurde Prof. Frieder Bigl. Dem vorangegangen war die Auflösung des ZfI zum 31. Dezember 1991 im Zuge der Neustrukturierung von Forschungsinstituten nach der Wiedervereinigung.
Bereits im Laufe des Jahres 1991 plante ein Gründungskomitee unter Vorsitz von Prof. Klaus Bethge die Neugründung. Beschlossen wurde in diesem Zusammenhang auch, dass das neue Institut „Institut für Oberflächenmodifizierung e. V.“ heißen und ein eingetragener Verein sein sollte. Auch der Status des Instituts als Institut der Blauen Liste wurde beschlossen.
Das IOM wurde in zwei Abteilungen aufgeteilt: „Ionenstrahltechnik“ unter Leitung von Prof. Frieder Bigl und „Elektronenstrahltechnik“ unter Leitung von Prof. Reiner Mehnert. Beide Abteilungen waren zusätzlich in Arbeitsgruppen aufgeteilt und beschäftigten sich mit gerätetechnischer Entwicklung oder anwendungsorientierten Themen. Interdisziplinäre Zusammenarbeit war dabei von vornherein klar formuliertes Ziel der beiden Abteilungen.

### Forschung zwischen 2000 und 2009
Mitte 2000 übernahm Prof. Bernd Rauschenbach die Leitung des Instituts von Prof. Frieder Bigl.
Die Abteilung „Ionenstrahltechnik“ wurde von Prof. Rauschenbach übernommen. Unter seiner Leitung wurde in verschiedenen Arbeitsgruppen zu den Themen Grundlagen und neue Anwendungen, Oberflächenpräzisionsbearbeitung, Gerätetechnische Grundlagen und Laserstrukturierung und -ablation geforscht.
Die Abteilung „Elektronenstrahltechnik“ wurde bis Januar 2005 von Prof. Mehnert geleitet, anschließend übernahm Prof. Michael Buchmeiser ab Januar 2006 diese Rolle. In den einzelnen Arbeitsgruppen dieser Abteilung wurden folgende Themen bearbeitet: Elektronenstrahltechnologie, Beschleunigertechnik, (Plasma-)Polymermodifizierung und Verfahrenstechnik.
Im Herbst 2001 wurde ein zusätzliches Gebäude gebaut, unter anderem gab es nun eine Technologiehalle für die Aufnahme von Pilotanlagen, einen Reinraum, physikalische und chemische Laboratorien und zahlreiche Büroräume für die Mitarbeitenden. In den Jahren 2003–04 wurde dazu ein Labor- und Büroerweiterungsbau und ein Neubau eines Technologietransfer-Gebäudes begonnen und abgeschlossen.

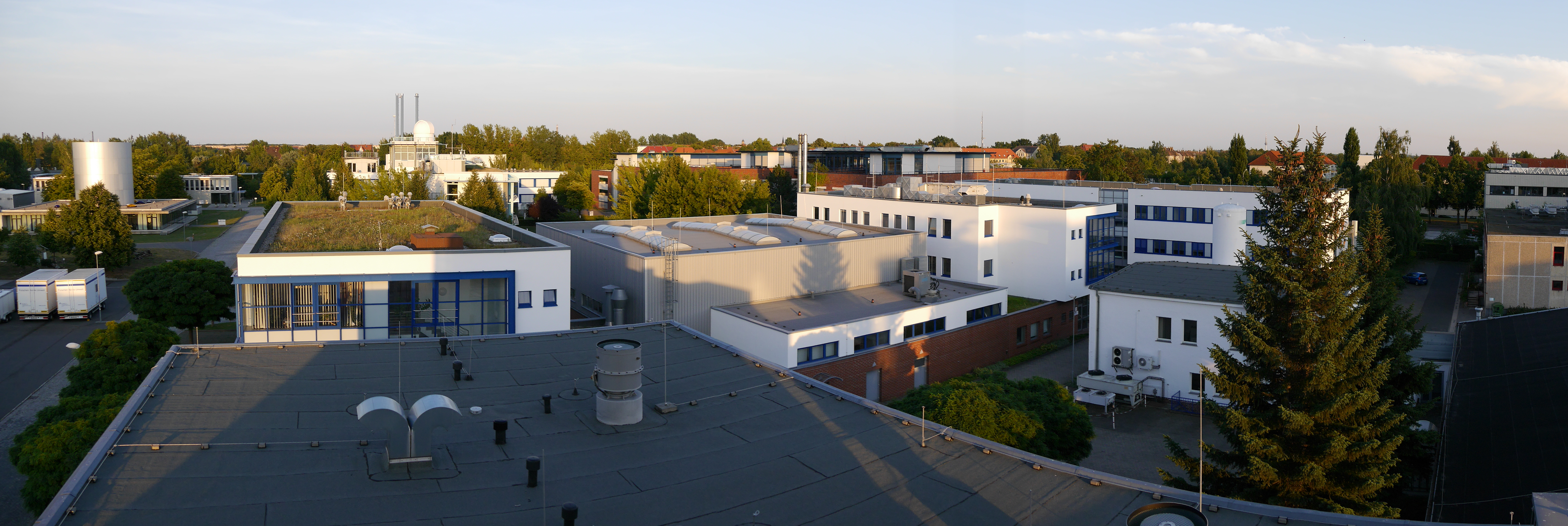

### Forschung zwischen 2010 und 2021
Im Jahr 2010 zählte das Institut rund 150 Mitarbeitende. Die Wissenschaftlerinnen und Wissenschaftler forschten weiterhin auf den Gebieten der Ionen-, Plasma-, Elektron- und Photonen-Wechselwirkung mit Oberflächen und dünnen Schichten.
Die Abteilung „Ionenstrahltechnik“ wurde in „Physikalische Abteilung“ umbenannt und von Prof. Rauschenbach geleitet, der auch weiterhin Direktor des Instituts blieb. Im Jahr 2010 gab es Arbeitsgruppen zu folgenden Themen:
- Oberflächenpräzisionsbearbeitung
- Prozessentwicklung Plasmajet
- Gerätetechnische Grundlagen
- Laserstrukturierung und -ablation
- Schichtabscheidung und Strukturierung
- Anorganische / organische Grenzflächen und Schichten

Die Abteilung „Elektronenstrahltechnik“ wurde in „Chemische Abteilung“ umbenannt, blieb aber nach dem Ausscheiden von Prof. Michael Buchmeiser 2009 ohne Leitung. Die Leitung der Abteilung übernahm im Mai 2012 Prof. Bernd Abel, der gleichzeitig stellvertretender Direktor des IOM wurde. Im Jahr 2010 gab es Arbeitsgruppen zu folgenden Themen:
- Grundlagenuntersuchung zu Polymerschichten
- Funktionsschichten
- Polymermodifizierung
- Biofunktionale Polymere

Im Mai 2012 wurde anlässlich des 20-jährigen Institutsjubiläums das Leipziger nanoAnalytikum (LenA) eröffnet. Zentrales Instrument des LenA-Zentrums ist ein hochauflösendes Transmissionselektronenmikroskop (TEM) Modell „Titan“, das materialwissenschaftliche Untersuchungen bis in den atomaren Bereich ermöglicht.

Im Jahr 2015 wurde mit dem „Hertz-Applikationslabor“ (heute: Hertz-Elektronenstrahllabor) und der Installation eines 10-MeV-Elektronenbeschleunigers eine deutschlandweit einzigartige Infrastruktur für Grundlagenuntersuchungen im Bereich der Materialwissenschaften und für industrienahe Projekte zur Materialmodifikation bei der Anwendung hochenergetischer Elektronen (bis 10 MeV) geschaffen.

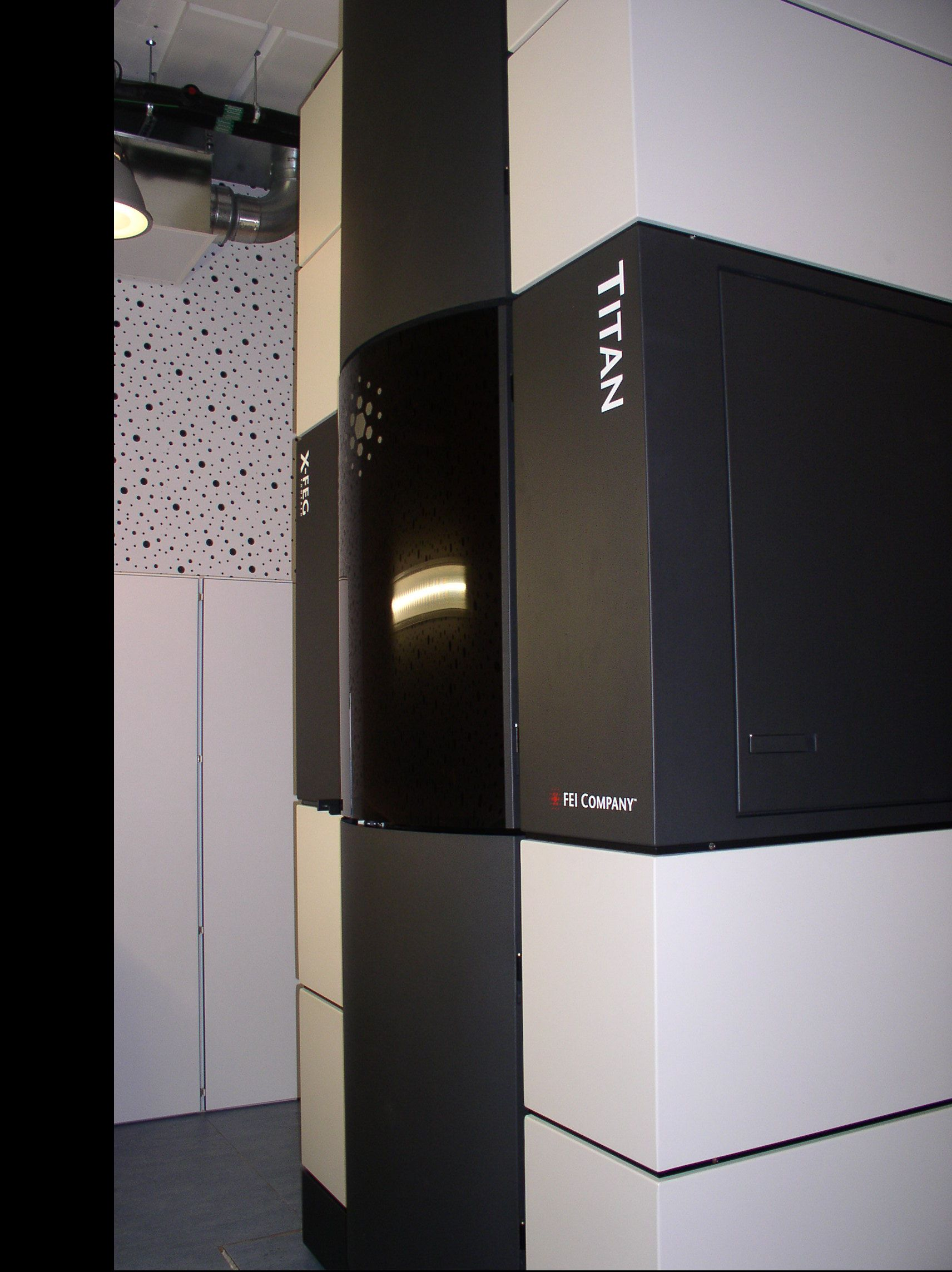
Analytisches aberrationskorrigiertes Transmissionselektronenmikroskop (TEM) im Leipziger nanoAnalytikum (LenA). Großgerät am IOM. (© IOM; Foto: Yvonne Bohne)
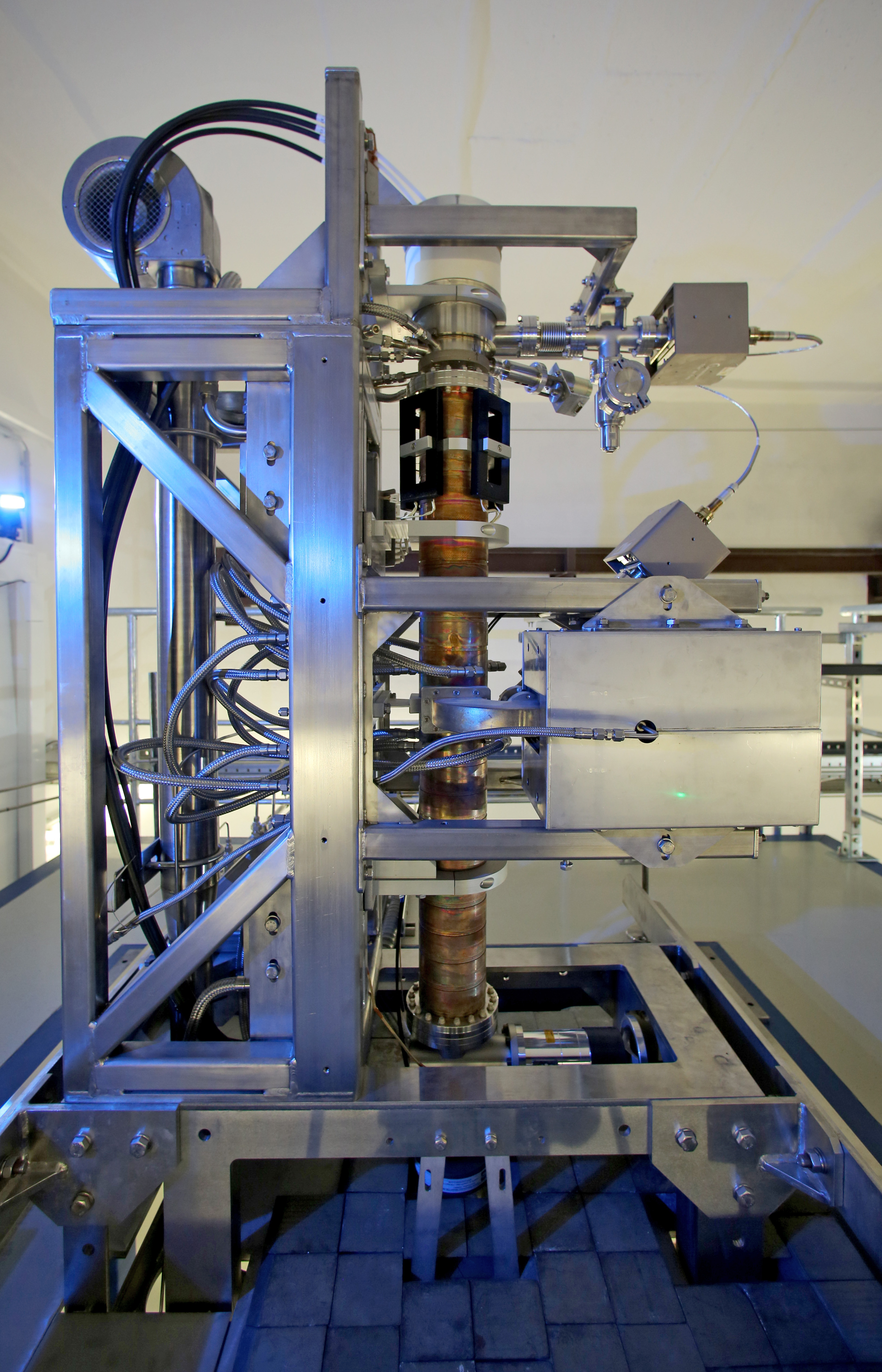
10-MeV-Elektronenbeschleuniger (Fa. Mevex, Kanada). Großgerät am IOM. (© IOM; Foto: Jan Woitas)

Das neue Applikationszentrum des IOM (kurz: APZ) wurde im Herbst 2016 eingeweiht. Das APZ ist eine Technologieplattform und dient dem Transfer der am Institut entwickelten Technologien in die Wirtschaft. Dazu verfügt das Zentrum über Hightech-Anlagen wie eine Beschichtungsanlage für die Herstellung von polymerbasierten Mehrfachschicht-Systemen, einen Niederenergie-Elektronenbeschleuniger zur Membranmodifizierung, Anlagen zur Plasma- und Ionenstrahlbearbeitung sowie zum ionenstrahlgestützten Ätzen optischer Komponenten. Zwei weitere wichtige Geräte konnten ebenfalls 2016/2017 angeschafft werden: Zum einen eine Ionenfeinstrahlanlage (FIB) zur Probenpräparation mit fokussiertem Ionenstrahl und zum anderen ein Raman-Spektrometer, mit dem Untersuchungen zur Struktur und Bindungen von Materialien durchgeführt werden können.

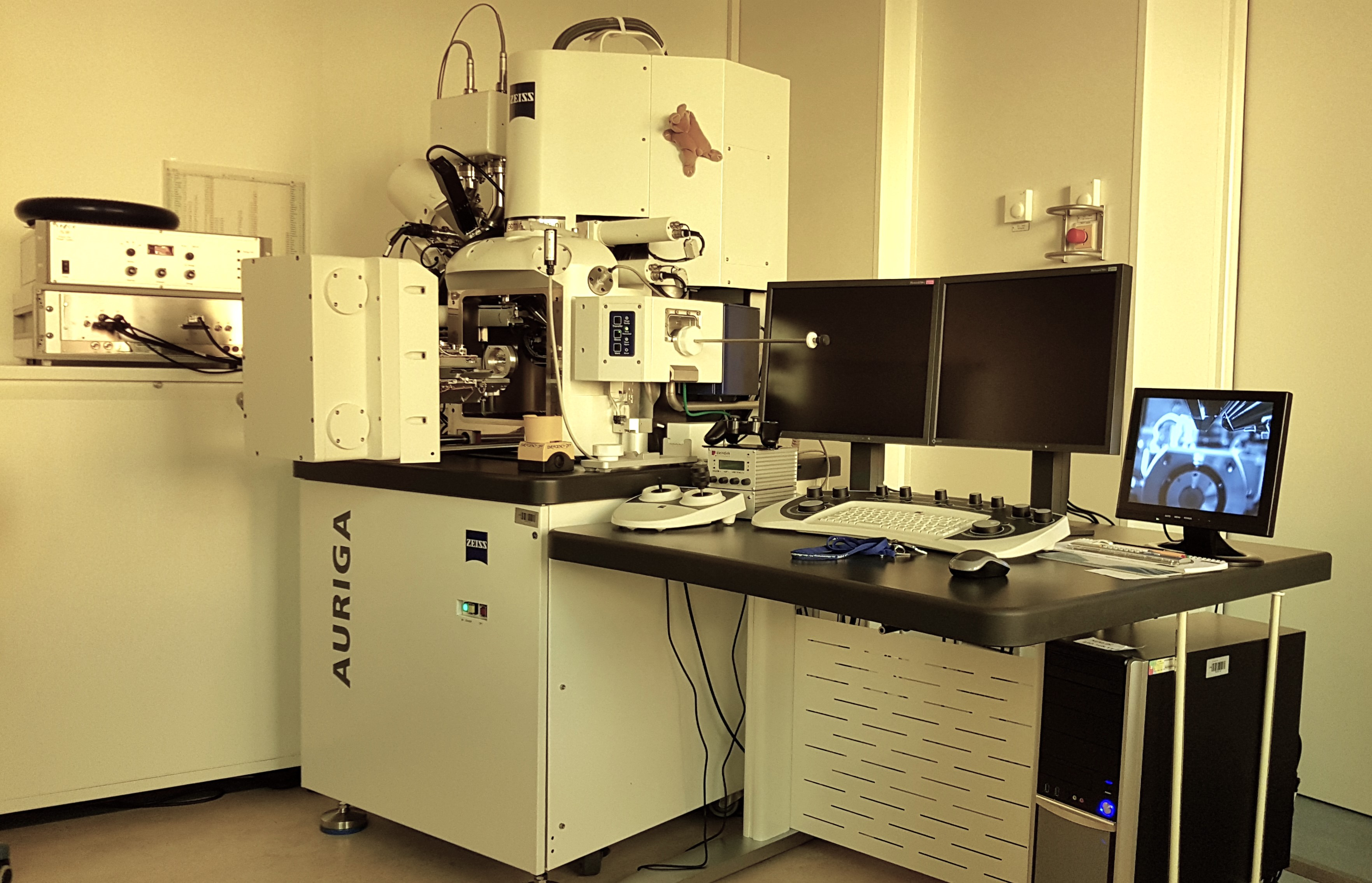
Ionenfeinstrahlanlage (FIB) zur Probenpräparation mit fokussiertem Ionenstrahl am IOM. (© IOM; Foto: Agnes Mill)
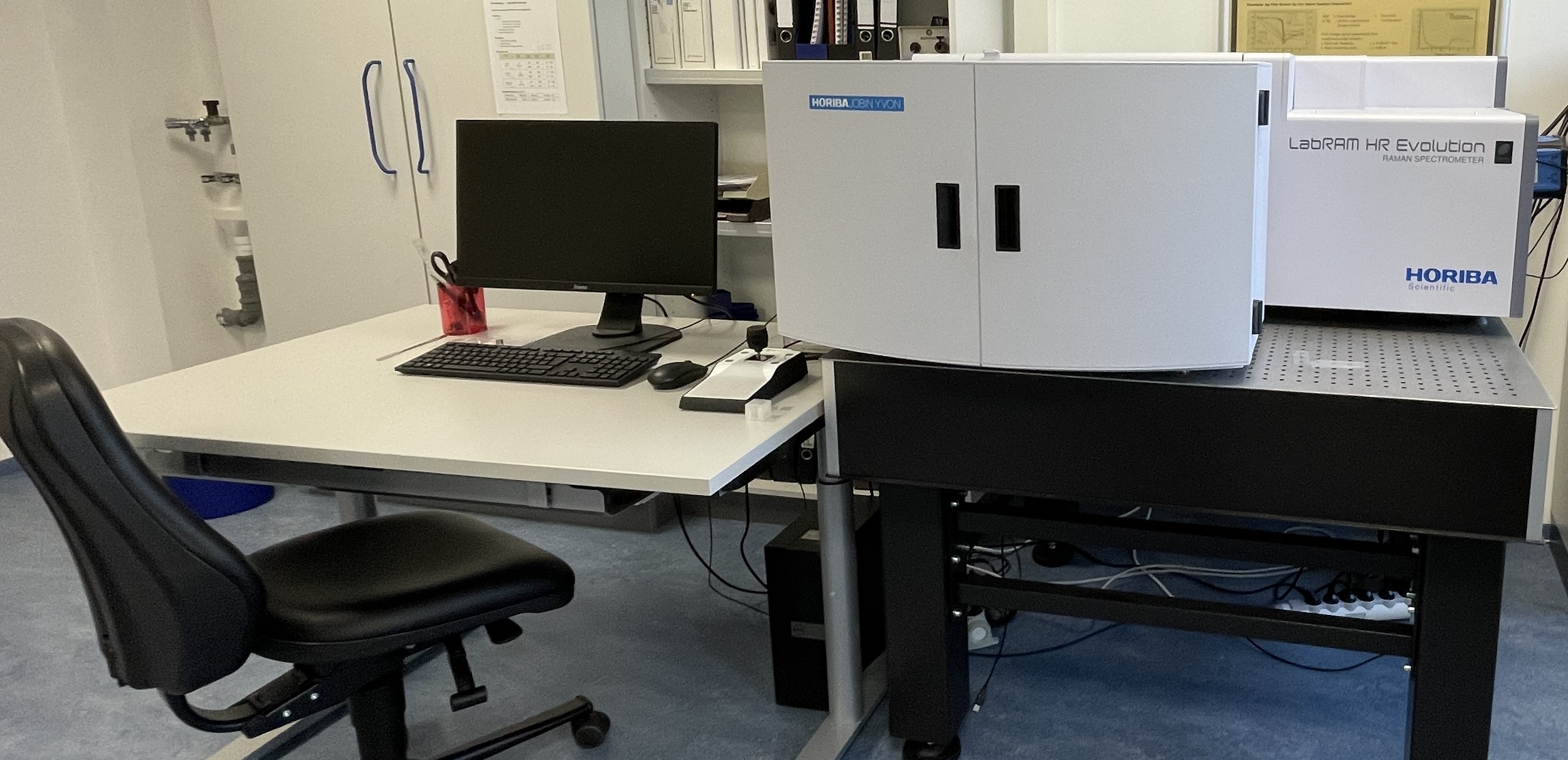
Raman-Spektrometer für die Untersuchung der Struktur und der Bindungen von Materialien am IOM. (© IOM; Foto: Stephan Görsch)

Zum 1. September 2017 wurde Prof. André Anders zum Direktor des IOM ernannt und löste damit Prof. Bernd Rauschenbach als Direktor des Instituts ab. Gleichzeitig übernahm er die Leitung der Physikalischen Abteilung.
Ein Labor zur Erforschung von Plasmaabscheidungsverfahren unter Vakuum wurde 2020 fertiggestellt.
Am 1. März 2025 ist Prof. André Anders verabschiedet worden und Prof. Dr. Benjamin Dietzek-Ivanšić wurde der nächste Direktor des IOM.

## Aktuelle Forschungsthemen
Die Struktur des IOM wurde ab 2021 in die aktuelle Struktur mit vier Forschungsbereichen, drei Querschnittseinheiten und dem Inkubator überführt. Ziel ist es, neue Oberflächenfunktionalitäten für zukunftsweisende Anwendungsfelder zu erforschen und zu erschließen.
Die wissenschaftlichen Ergebnisse des IOM werden in ca. 100 Publikationen pro Jahr veröffentlicht bzw. in mehreren Patenten pro Jahr geschützt.  Das Institut wird – wie in der Leibnizgemeinschaft üblich – alle 7 Jahre einer umfassenden Evaluierung unterzogen. Zuletzt hat das IOM 2022 die Bewertung „sehr gut bis exzellent“ erhalten.

### Aktuelle Forschungsbereiche
Forschungsbereich 1: Ultra-Präzisionsoberflächen
In diesem Forschungsbereich werden strahlbasierte Technologien zur ultrapräzisen Bearbeitung und Formgebung von Oberflächen, oberflächennahen Bereichen und dünnen Schichten erforscht. Mikro- und Nanostrukturierung mit Zielspezifikation bis in den Sub-Nanometerbereich sind möglich.
Forschungsbereich 2: Barriere- und Präzisionsschichten
In diesem Forschungsbereich wird die Herstellung dünner Schichten und Beschichtungen bei relativ niedrigen Prozesstemperaturen untersucht. Betrachtet werden dabei die Grundlagen, Technologien und die Anwendungen dieser Schichten.
Forschungsbereich 3: Biokompatible und bioaktive Oberflächen
Der Forschungsschwerpunkt liegt auf der Entwicklung neuer intelligenter Biomaterialien an Grenz- und Oberflächen, die externe Steuer-/Schaltbarkeit ermöglichen. Maßgeschneiderte Methoden, Experimente und Modellierung sollen ein umfassendes physikalisches Grundverständnis liefern, um es dann in biomedizinischen und bioanalytischen Kontexten anzuwenden.
Forschungsbereich 4: Oberflächen poröser Membranfilter
In diesem Forschungsbereich werden neue Technologien zur Funktionalisierung und Charakterisierung poröser Polymere mit strahlenchemischen Methoden erforscht. Membranbasierte Filtrationssysteme werden in zahlreichen Anwendungen wie der Hämodialyse, der Wasseraufbereitung und der Getränkeherstellung eingesetzt.
Inkubator: Explorative Projekte
Der Bereich „Explorative Projekte“ besteht derzeit aus zwei Arbeitsgruppen: Die Gruppe „Schaltbare molekular-funktionalisierte Oberflächen“ beschäftigt sich mit molekularer Elektronik und Spinotronik.
Die zweite Arbeitsgruppe „Oberflächenmodifizierung mit massenselektierten molekularen Ionen“ (Joint Lab mit der Universität Leipzig) verwendet präparative Massenspektrometrie, um große molekulare Ionen intakt auf Oberflächen abzuscheiden.

### Querschnittseinheiten
Die vier Forschungsbereiche des IOM werden durch Querschnittseinheiten mit Querschnittsaufgaben unterstützt. Jede Querschnittseinheit wird organisatorisch eigenständig geführt.
Die vier aktuellen Querschnittseinheiten sind:
Modellierung und Simulation
In dieser Einheit werden die experimentellen Arbeiten innerhalb des Instituts von mathematischen Modellen begleitet und optimiert.
Werkzeugentwicklung:
Die Einheit hat die Aufgabe, für die am Institut verfolgten Arbeiten teilweise einzigartige Plasma- und Strahlwerkzeuge zur Verfügung zu stellen, die so kommerziell nicht erhältlich sind.
Materialcharakterisierung und Analytik

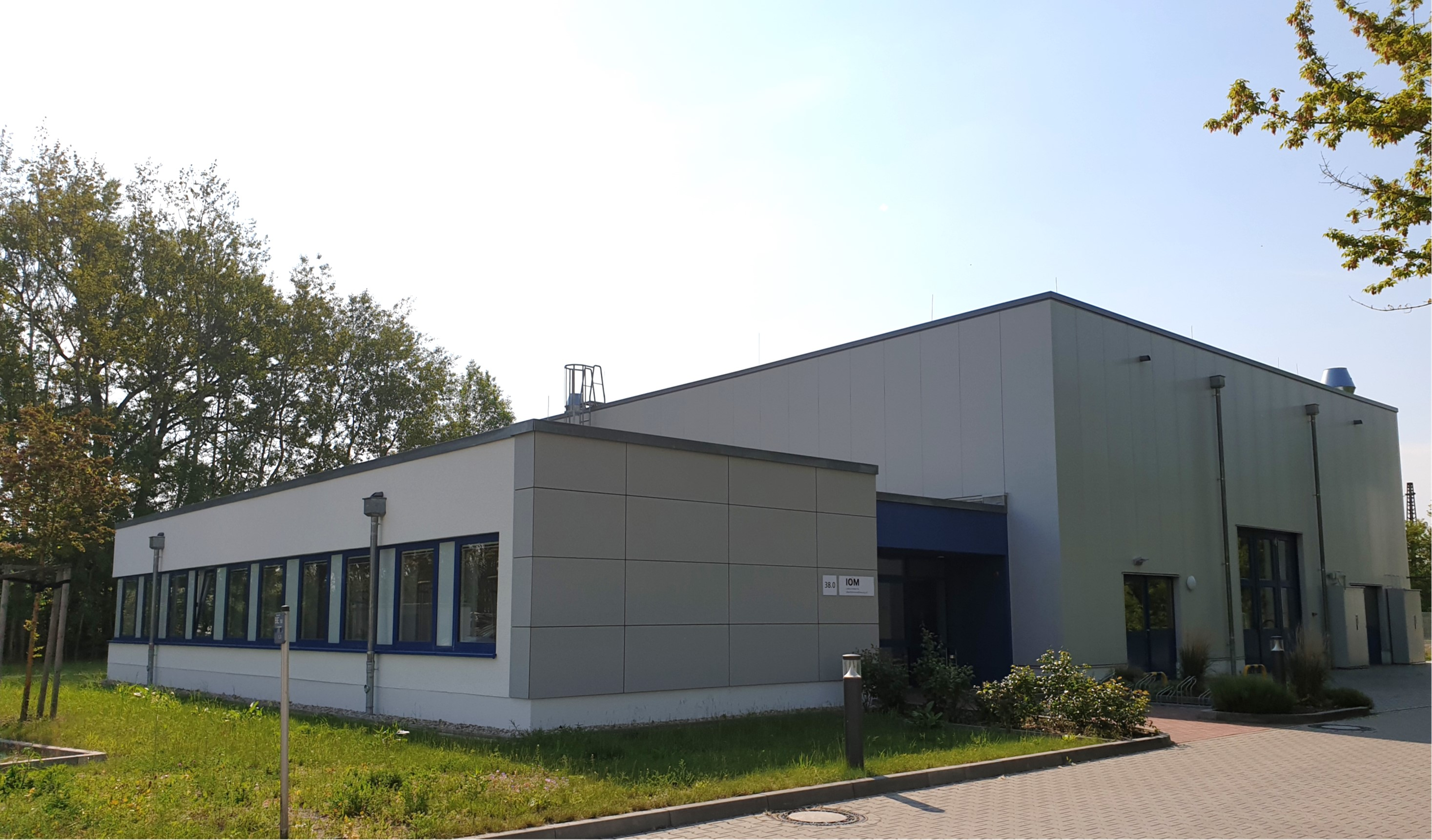
Applikationszentrum des IOM (Gebäude 38.0). (© IOM; Foto: Yvonne Bohne)

Diese Querschnittseinheit stellt allen Arbeitsgruppen des Instituts umfangreiche analytische Methoden, beispielsweise zur Charakterisierung von Oberflächen, oder bildgebende Verfahren zur Verfügung.
Applikationszentrum des IOM (APZ)
Ein Ziel ist die Überführung von Technologieentwicklungen aus dem Pilotmaßstab in die wirtschaftliche Nutzung (Scale-up), insbesondere in den Bereichen optische und chemische Industrie, Halbleitertechnologie, Maschinenbau und Medizintechnik.
Forschungsinfrastruktur Großgeräte
Das IOM verfügt über eine gut ausgestattete Forschungsinfrastruktur, insbesondere im Bereich der wissenschaftlichen Großgeräte. Dazu gehören ein Cs-korrigiertes Transmissionselektronenmikroskop im Leipziger nanoAnalytikum (LenA) und der 10-MeV-Elektronenbeschleuniger im Hertz-Elektronenstrahllabor.

## Spin-off-Unternehmen & Patente
Es wurden bereits einige Spin-off-Unternehmen auf Basis von Forschungsergebnissen ausgegründet. Auch zahlreiche Schutzrechte wie Patente und Gebrauchsmuster wurden auf Basis von Forschung am IOM vergeben. Liste der Schutzrechte unter:.
Ausgründungen:
- IOT – Innovative Oberflächentechnologien GmbH (Gründung 1998)[29]
- NTG – Neue Technologien GmbH & Co. KG (Gründung 1999)[30]
- Solarion GmbH (Gründung 2000, ab November 2006 als Solarion AG fortgeführt, März 2015 Eröffnung eines Insolvenzverfahrens[31], 2019 übernommen von OC3 AG)
- Cetelon Nanotechnik GmbH & Co. KG (Gründung 2001, gelöscht im September 2005[32], 2021 übernommen von Nanolacke Eilenburg GmbH)
- OPTEG GmbH (Gründung 2001), 2018 übernommen von Bühler Leybold Optics[33]
- Trionplas Technologies GmbH (Gründung 2017)[34]
- qCoat GmbH (Gründung 2019)[35]